# Zandile Gumede
Zandile Ruth Thelma Gumede, née le 12 mai 1961, est une personnalité politique sud-africaine qui occupe les fonctions de membre de l'Assemblée législative provinciale du KwaZulu-Natal depuis 2020. Elle est l'ancienne maire de la municipalité métropolitaine d'eThekwini de 2016 à 2019. Elle est membre du Congrès national africain et est actuellement la présidente du Congrès national africain (ANC) dans la région d'eThekwini.

## Biographie

### Origines et éducation
Issue d'une famille de treize enfants, Zandile Gumede naît le 12 mai 1961 à Amaoti à Inanda, au nord de Durban. Elle fréquentes les écoles primaires Amaoti et Okhozini à Hammarsdale ainsi que les écoles secondaires JL Dube et Zwelibanzi.

### Carrière politique
La carrière politique de Zandile Gumede comprend son ancien mandat de conseillère de quartier, membre du comité exécutif et présidente du comité des services communautaires et d'urgence. Elle est élue conseillère représentative proportionnelle (RP) pendant deux mandats avant de devenir conseillère d'Amaoti. Dans la municipalité d'eThekwini, elle est aussi élue trésorière de 2007 à 2015.
Après 1994, Zandile Gumede travaille dans différentes organisations de développement communautaire à Inanda, notamment l'Association civique d'Inanda, le Forum de développement d'Inanda, le CPF et une organisation de santé.
Ses achats de véhicules blindés suscitent des inquiétudes de la part de certains critiques,.
Après avoir adoubé Mxolisi Kaunda (en) en août 2019 comme nouveau maire de Durban, l'ANC au pouvoir supplie Zandile Gumede de démissionner de son poste de maire. Le 26 août 2019, il est rapporté que l'ANC reçoit sa démission mais deux jours plus tard, elle la retire. Ses avocats conseillent de retirer sa démission à la lumière des accusations criminelles auxquelles elle fait face,.
Le 19 août 2020, Zandile Gumede prête serment en tant que membre de l'Assemblée législative provinciale du KwaZulu-Natal, remplaçant Ricardo Mthembu, décédé du COVID-19 en juillet. Les partis d'opposition critiquent sa nomination, tandis que Duduzane Zuma, fils de l'ancien président Jacob Zuma, la félicite,,.

## Implication présumée dans des activités frauduleuses
En décembre 2018, les Hawks, une unité d'enquête criminelle sud-africaine, incluent Zandile Gumede dans des enquêtes médico-légales liées à la fraude, au blanchiment d'argent et à la corruption pendant son mandat, ainsi qu'à une participation personnelle présumée dans des marchés publics illégaux, à la création d'emplois fictifs et à divers autres sujets.
Le 14 mai 2019, elle est apparue devant le tribunal spécial des crimes économiques à Durban pour de multiples crimes liés à la fraude, et est libérée sous caution de 50 000 R, en attendant d'autres comparutions devant le tribunal. La Ligue de la jeunesse de l'ANC lui demande de démissionner de son poste de maire, car les conditions de caution imposées par le tribunal ne lui permettraient pas d'exercer ses fonctions de maire, tandis que la Ligue des femmes de l'ANC exprime son soutien à son maintien en fonction. Après son l'arrestation, l'officier d'enquête des Hawks chargé de cette affaire est attaqué par trois hommes armés et a eu la chance de survivre après avoir été blessé. Son mandat de maire prend fin lorsque Mxolisi Kaunda est élu maire de Durban le 5 septembre 2019.
Le 10 octobre 2019, les Hawks et les membres de l'Unité de confiscation des avoirs du ministère public sud-africain perquisitionnent sa maison d'Illchester Avenue à Durban Nord. Cependant, elle n'y habite pas, et il est apparu qu'elle n'avait loué la propriété qu'en juillet, changeant ensuite d'adresse - une violation directe de ses conditions de caution. Les Hawks et le ministère public se sont ensuite rendus chez elle à Inanda, où ils lui ont remis une ordonnance du tribunal pour effectuer les perquisitions liées à une escroquerie de 280 millions de R dans le département des déchets solides de Durban. Les perquisitions visaient à saisir 51 millions de R d'actifs, dont plusieurs véhicules de luxe, notamment des Porsches, des Lamborghinis et des Jaguar. Diverses maisons appartenant à quinze autres co-accusés ont également été ciblées au cours des perquisitions. Les images des perquisitions sont devenues virales en ligne,,.
Le 30 novembre 2021, Zandile Gumede, ainsi que 21 autres personnes, doivent comparaître devant la Haute Cour de Durban pour une conférence préalable au procès. Le procès portera sur des accusations de corruption, de fraude et de racket liées à des marchés publics dans la municipalité d'eThekwini. À la date du 29 mars 2022, l'affaire contre Zandile Gumede et ses co-accusés se poursuit, alors qu'ils font face à plus de 2000 chefs d'accusation,.